# Дзадза, Симоне
Симоне Дзадза (итал. Simone Zaza; род. 25 июня 1991, Поликоро, Базиликата) — итальянский футболист, нападающий. Участник чемпионата Европы 2016 года.

## Клубная карьера
Дзадза начал карьеру в выступая за молодёжные академии клубов «Аталанта» и «Сампдория». 1 марта 2009 года в матче против «Кьево» он дебютировал в Серии А за «Аталанту». Из-за высокой конкуренции он покинул команду по окончании сезона и перешёл в «Сампдорию». Сумма трансфера составила 4 млн евро. Дзадза выступал в основном за юношескую и резервную команды. 16 февраля 2011 года в поединке против «Дженоа» он дебютировал за клуб.
В поисках игровой практики летом 2011 года Симоне на правах аренды перешёл в «Юве Стабия». 27 августа в матче против «Эмполи» он дебютировал в Серии B. «Сампдория» вернула Дзадза уже зимой и тут же отдала в «Виареджо». 8 января 2012 года в матче против «Тернаны» Симоне дебютировал в профессиональной лиге Италии. 22 января в поединке против СПАЛа Дзадза забил свой первый гол за клуб. В «Виареджо» он получал намного больше игровой практики, чем во всех предыдущих клубах и забил 11 голов в 18 матчах, став лучшим бомбардиром команды.
Летом «Сампдория» вернула Симоне из аренды и сразу же вновь отдала в «Асколи». 1 сентября в матче против «Бари» он дебютировал за новую команду. 9 сентября в поединке против «Виртус Ланчано» Дзадза забил свой первый гол за Асколи. Симоне быстро стал одним из лидеров клуба и забивал в каждом втором матче, став шестым бомбардиром по итогам чемпионата.
Летом 2013 года туринский «Ювентус» выкупил половину прав на Симоне у «Сампдории» за 1 млн евро. Вторую часть приобрёл новичок Серии А — «Сассуоло». 25 августа в матче против «Торино» Дзадза дебютировал за новую команду. 1 сентября в поединке против «Ливорно» он забил свой первый гол в Серии А. Летом 2014 года «Сассуоло» полностью выкупил права на Дзадзу за 7,5 млн евро.
7 июля 2015 года Дзадза перешёл в «Ювентус» за € 18 млн. 20 сентября в матче против «Дженоа» он дебютировал за новую команду, заменив во втором тайме Марио Манджукича. 30 сентября в дебютном поединке в Лиге чемпионов против испанской «Севильи» Симоне забил гол. В 2016 году Дзадза стал чемпионом Италии в составе «Ювентуса».
Летом 2016 году Симоне на правах аренды перешёл в английский «Вест Хэм Юнайтед». 10 сентября в матче против «Уотфорда» он дебютировал в английской Премьер-лиге.
Закрепиться в составе английской команды Симоне не сумел, поэтому зимой 2017-го на правах аренды перешёл в испанскую «Валенсию», которая также получила возможность в конце сезона купить футболиста за 16 миллионов евро. 21 января в матче против «Вильярреала» он дебютировал в Ла лиге. 19 февраля в поединке против «Атлетик Бильбао» Дзадза забил свой первый гол за «Валенсию». 10 апреля «Валенсия» выкупила контракт с Дзадзой за 16 млн евро с возможностью увеличения до 20 млн, при выполнении определённых условий. Контракт был заключён до лета 2021 года. 19 сентября в матче против «Малаги» Симоне сделал хет-трик.
Летом 2018 года Дзадза был отдан в аренду в «Торино». 2 сентября в матче против СПАЛа он дебютировал за новую команду. 30 сентября в поединке против «Кьево» Симоне забил свой первый гол за «Торино».

## Международная карьера
4 сентября 2014 года в товарищеском матче против сборной Нидерландов Дзадза дебютировал за сборную Италии. 9 сентября того же года в поединке квалификации чемпионата Европы 2016 против сборной Норвегии Симоне забил свой первый гол за национальную команду.
Летом 2016 года Симоне принял участие в чемпионате Европы во Франции. На турнире он сыграл в матчах против Швеции, Ирландии и Германии. В поединке против немецкой сборной Дзадза неудачно исполнил послематчевый пенальти. Своеобразная манера подготовки к этому удару показалась болельщикам по всему миру настолько комичной, что в интернете появились видеоролики, пародирующие футболиста. Серия пенальти завершилась поражением сборной Италии.

### Голы за сборную Италии
| #   | Дата            | Место                         | Противник  | Счёт | Результат | Соревнование                       |
| --- | --------------- | ----------------------------- | ---------- | ---- | --------- | ---------------------------------- |
| 01. | 9 сентября 2014 | Уллевол, Осло, Норвегия       | Норвегия   | 0:1  | 0:2       | Чемпионат Европы 2016 квалификация |
| 02. | 4 июня 2018     | Альянс Стэдиум, Турин, Италия | Нидерланды | 1:0  | 1:1       | Товарищеский матч                  |

## Статистика выступлений
| Статистика клубных выступлений Симоне Дзадзы | Статистика клубных выступлений Симоне Дзадзы | Статистика клубных выступлений Симоне Дзадзы | Статистика клубных выступлений Симоне Дзадзы | Статистика клубных выступлений Симоне Дзадзы | Статистика клубных выступлений Симоне Дзадзы | Статистика клубных выступлений Симоне Дзадзы | Статистика клубных выступлений Симоне Дзадзы | Статистика клубных выступлений Симоне Дзадзы | Статистика клубных выступлений Симоне Дзадзы | Статистика клубных выступлений Симоне Дзадзы | Статистика клубных выступлений Симоне Дзадзы |
| Сезон                                        | Клуб                                         | Лига                                         | Чемпионат                                    | Чемпионат                                    | Кубок                                        | Кубок                                        | Конт.                                        | Конт.                                        | Прочие                                       | Прочие                                       | Прочие                                       |
| Сезон                                        | Клуб                                         | Лига                                         | Игры                                         | Голы                                         | Игры                                         | Голы                                         | Игры                                         | Голы                                         | Турнир                                       | Игры                                         | Голы                                         |
| -------------------------------------------- | -------------------------------------------- | -------------------------------------------- | -------------------------------------------- | -------------------------------------------- | -------------------------------------------- | -------------------------------------------- | -------------------------------------------- | -------------------------------------------- | -------------------------------------------- | -------------------------------------------- | -------------------------------------------- |
| 2008/2009                                    | Аталанта                                     | Серия А                                      | 3                                            | 0                                            | 0                                            | 0                                            | —                                            | —                                            | —                                            | —                                            | —                                            |
| 2009/2010                                    | Аталанта                                     | Серия А                                      | 0                                            | 0                                            | 0                                            | 0                                            | —                                            | —                                            | —                                            | —                                            | —                                            |
| 2010/2011                                    | Сампдория                                    | Серия А                                      | 2                                            | 0                                            | 0                                            | 0                                            | 0                                            | 0                                            | —                                            | —                                            | —                                            |
| → 2011/2012                                  | Юве Стабия                                   | Серия В                                      | 4                                            | 0                                            | 0                                            | 0                                            | —                                            | —                                            | —                                            | —                                            | —                                            |
| 2011/2012                                    | Виареджо                                     | Лега Про                                     | 18                                           | 11                                           | 0                                            | 0                                            | —                                            | —                                            | —                                            | —                                            | —                                            |
| 2012/2013                                    | Асколи                                       | Серия В                                      | 35                                           | 18                                           | 1                                            | 0                                            | —                                            | —                                            | —                                            | —                                            | —                                            |
| 2013/2014                                    | Сассуоло                                     | Серия А                                      | 33                                           | 9                                            | 2                                            | 0                                            | —                                            | —                                            | —                                            | —                                            | —                                            |
| 2014/2015                                    | Сассуоло                                     | Серия А                                      | 31                                           | 11                                           | 3                                            | 1                                            | —                                            | —                                            | —                                            | —                                            | —                                            |
| 2015/2016                                    | Ювентус                                      | Серия А                                      | 19                                           | 5                                            | 3                                            | 2                                            | 2                                            | 1                                            | СК                                           | 0                                            | 0                                            |
| → 2016/2017                                  | Вест Хэм Юнайтед                             | Премьер-лига                                 | 8                                            | 0                                            | 0                                            | 0                                            | 0                                            | 0                                            | КФЛ                                          | 3                                            | 0                                            |
| → 2016/2017                                  | Валенсия                                     | Примера                                      | 20                                           | 6                                            | 0                                            | 0                                            | 0                                            | 0                                            | —                                            | —                                            | —                                            |
| 2017/2018                                    | Валенсия                                     | Примера                                      | 33                                           | 13                                           | 6                                            | 0                                            | 0                                            | 0                                            | —                                            | —                                            | —                                            |
| 2018/2019                                    | → Торино                                     | Серия А                                      | 29                                           | 4                                            | 1                                            | 0                                            | 0                                            | 0                                            | —                                            | —                                            | —                                            |
| 2019/2020                                    | → Торино                                     | Серия А                                      | 24                                           | 6                                            | 1                                            | 0                                            | 6                                            | 3                                            | —                                            | —                                            | —                                            |
| 2020/2021                                    | → Торино                                     | Серия А                                      | 29                                           | 6                                            | 2                                            | 1                                            | 0                                            | 0                                            | —                                            | —                                            | —                                            |
| Всего «Серия А»                              | Всего «Серия А»                              | Всего «Серия А»                              | 170                                          | 41                                           | 12                                           | 4                                            | 8                                            | 4                                            | —                                            | —                                            | —                                            |

## Достижения

### Командные
«Ювентус»
- Чемпион Италии: 2015/2016
- Обладатель Кубка Италии: 2015/16

### Личные
- Игрок месяца Ла Лиги: сентябрь 2017